# Edifici nella regione I (Ostia)

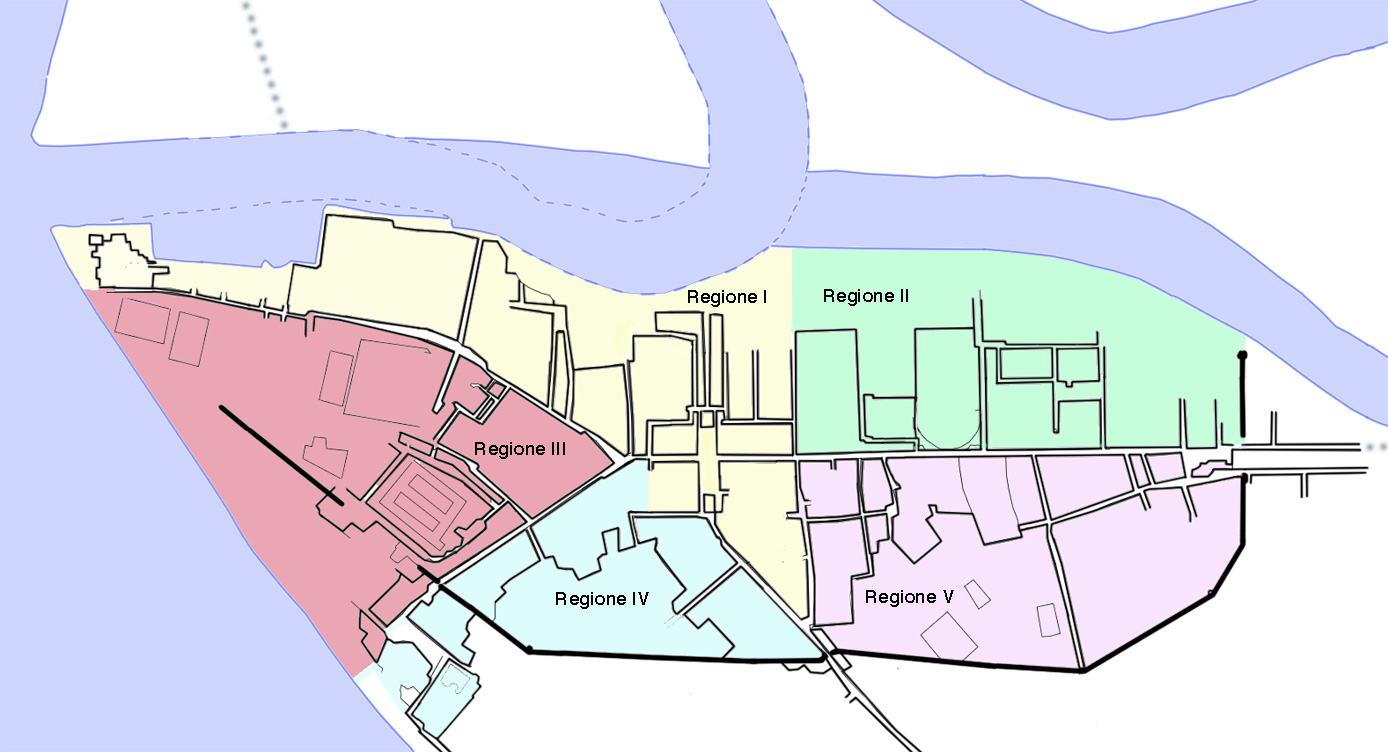
Suddivisione della città antica in regioni

Ostia, analogamente a Roma che in età augustea era suddivisa in 14 regioni, era  sudivvisa in almeno 5 regioni, delle quali non conosciamo esattamente l'estensione o i confini. L'attuale identificazione delle regioni è quella ipotizzata dall'archeologo Guido Calza nel 1924, sulla base di una iscrizione di epoca imperiale (CIL XIV, 352), oggi conservata nei Musei Capitolini. 
La regione I comprende il centro cittadino, ovvero l'antico castrum di epoca repubblicana dove si trova anche la piazza del Foro, ed è delimitata dal Tevere a nord, confinando ad est con la regio II e la regio V, a sud con la regio IV, ed ad ovest con la regio III.

## Elenco
Di seguito ll'elenco degli edifici presenti.
| Isolato | Isolato | Edifici                                                              | Edifici                                        | Edifici | Fotografie |
| I       | I | I                                                                    | Foro                                           | Il Foro era la principale piazza, o comunque il più importante luogo di pubblico ritrovo, della città romana di Ostia. Si trovava all'incrocio tra cardine massimo e il decumano massimo, al centro dell'antico castrum repubblicano. Di forma stretta e allungata fiancheggiata da portici, risale all'età augustea, e successivamente trasformato sotto Adriano, quindi in età repubblicana doveva trovarsi altrove. | Foro romano |
| I       | I | I                                                                    | Capitolium                                     | Il Capitolium è un tempio romano che si trova nella Regio I dell'area archeologica di Ostia, a Roma, affaciato sul Foro da cui era diviso dal decumano massimo. Era il tempio maggiore della città, dedicato alla Triade Capitolina. | Capitolium |
| I       | I | I                                                                    | Tempio di Roma e Augusto                       | Il Tempio di Roma e di Augusto era un tempio dedicato alla dea Roma e all'imperatore divinizzato Augusto, che si trovava sul lato meridionale del Foro della città romana di Ostia. | Muro moderno con ricostruzione di uno dei frontoni del tempio |
| I,I     | E: via dei Molini S: Decumano massimo O: via dei Lari N: via di Diana | I,I,1-3                                                              | Caseggiato                                     | Sul lato occidentale dell'isolato si trovano, da nord a sud, due taberne (negozi) aperte su via di Diana, con scala indipendente per abitazioni ai piani superiori, risalenti all'età di Antonino Pio (I,I,1), un ampio ambiente con tre porte che si parono su via dei Lari (I,I,2), e quattro taberne su via dei Lari e sul decumano massimo, anche queste con scala indipendente per abitazioni ai piani superiori, di età adrianea. (I,I,3). | |
| I,I     | E: via dei Molini S: Decumano massimo O: via dei Lari N: via di Diana | I,I,4                                                                | Caseggiato del Portico delle Mura del castrum  | Il caseggiato, scavato nel 1892, conserva al proprio interno parte delle mura dell'antico castrum, risalente al IV secolo a.C., costruite in opera quadrata di tufo. L'edificio, di epoca adrianea, presenta due botteghe che si affacciano sul Decumano; a nord ci sono altre botteghe dietro un portico, che si affacciano su via dei Molini. Successivamente furono installate molte vasche e uno scarico. A nord-est, all'incrocio tra via di Diana e via dei Molini, c'era una fontana quadrata che ora è scomparsa. La bottega sud-occidentale sul Decumano era divisa in due stanze. Il muro divisorio era costruito con pietre di tufo e alcuni mattoni. A sud dell'edificio c'è un avvallamento nel livello del Decumano; qui ci sono i resti della porta orientale del Castrum repubblicano. | Caseggiato delle mura del Castrum, con le mura in opera quadrata di tufo. |
| I,II    | E: via dei Lari S: decumano massimo O: piazza del Foro N: via di Diana | I,II,1                                                               | Ninfeo                                         | Ninfeo, luogo sacro alle Ninfe e fontana monumentale, semicircolare, affacciato sul decumano massimo, con colonnato frontale (oggi scomparso) e rivestimento in marmo, probabilmente coperto a semicupola, risalente al primo quarto del IV secolo d.C. Nella parte posteriore ci sono 5 nicchie, probabilmente destinate ad altrettante statue. | |
| I,II    | E: via dei Lari S: decumano massimo O: piazza del Foro N: via di Diana | I,II,2                                                               | Caseggiato del Balcone ligneo                  | Insula che prende il nome dal balcone ligneo presente in facciata. Presenta taberne intorno ad un cortile e un portico sul decumano massimo. Nel cortile si trovava una scala e un'altra scala indipendente era accessibile da via dei Lari. La struttura è stata in parte modificata con la realizzazione di ambienti artigianali al piano terra (forno per il pane) e di un'unità indipendente sul lato sud, chiamata caseggiato del pantomino Apolausto, un liberto di Marco Aurelio, noto da un'iscrizione rinvenuta in reimpiego nel vicino ninfeo (I,II,1). | |
| I,II    | E: via dei Lari S: decumano massimo O: piazza del Foro N: via di Diana | I,II,3                                                               | Basilica                                       | Edificio per il quale era stata proposta l'attribuzione a sede collegiale dei lenuncularii traiectus Luculli, corporazione degli addetti al traghetto di Lucullo, uno dei traghetti che permettevano di passare il Tevere, che però non è stata generalmente accettata in relazione alle modeste dimensioni dell'edificio. L'edificio è di età adrianea, in laterizio, con trasformazioni nel III e IV secolo. | Navata sinistra della Basilica vista da sud, con sullo sfondo l'aula del Buon Pastore. |
| I,II    | E: via dei Lari S: decumano massimo O: piazza del Foro N: via di Diana | I,II, 4                                                              | Aula del Buon Pastore                          | Alle spalle della Basilica (I,II,3), raggiungibile da un corridoio laterale aperto sulla navate centrale, venne ricavata un'aula con nicchia, dove nel 1916 fu rinvenuta una colonna con rilievo del Buon Pastore, interpretata come aula di culto cristiana. L'aula, che presenta un pavimento in lastre di marmo di reimpiego e un mosaico bianco, risale alla metà del IV secolo. | Aula del Buon Pastore |
| I,II    | E: via dei Lari S: decumano massimo O: piazza del Foro N: via di Diana | I,II,5                                                               | Caseggiato del Thermopolium                    | Caseggiato con taberne intorno ad un cortile e lungo le vie esterne. Le scale di accesso ai piani superiori si aprivano sul cortile e dalla via di Diana. Sulla facciata della via di Diana è presente un balcone sorretto da mensole in travertino. In una delle botteghe lungo la via è stato realizzato un thermopolium, assimilabile ad un moderno bar, con affreschi, bancone rivestito in marmo con ripiani e vasca per l'acqua; sul retro un cortile con banchi in muratura e una cisterna sotterranea. Il marciapiede antistante è stato interrotto da tramezzi in opera listata con sedute per gli avventori sotto le mensole dei balconi. Di età traiano-adrianea, in opera mista, con interventi all'interno del III secolo, in opera listata. | Interno del Thermopolium |
| I,II    | E: via dei Lari S: decumano massimo O: piazza del Foro N: via di Diana |                                                                      | Piazza dei Lari                                | All'angolo del caseggiato del Thermopolium, all'incrocio tra via dei Lari e via di Diana, si trova la piccola piazza dei Lari, con i resti di un compitum, il sacello posto agli incroci, l'unico rotondo in tutta la città. Il compitum presenta una iscrizione da cui si ricava che il compitum fu dedicato ai Lari da uno o più magistri; inoltre l'altare è decorato da un rilievo. dove a destra di un altare quadrato, decorato con una ghirlanda e bucrani e con un fuoco in cima, è raffigurato Ercole. Davanti all'altare è presente una piccola costruzione rettangolare con numerose aperture, chiuse in una fase successiva. | La piazza con in primo piano la base dell'ara con dietro il compitum. |
| I,III   | E: via dei Molini (via pomeriale esterna orientale) S: via di Diana O: via dei Balconi N: area del museo | I,III,1                                                              | Caseggiato dei Molini                          | Caseggiato ch prende il nome dai molini installati nel cortile interno. Funzionalmente collegato ai vicini Grandi Horrea, era uno dei due grandi panifici di Ostia, utilizzato per la produzione e vendita del pane. | Cortile del caseggiato dei molini |
| I,III   | E: via dei Molini (via pomeriale esterna orientale) S: via di Diana O: via dei Balconi N: area del museo | I,III,2                                                              | Sacello del Silvano                            | Sacello privato realizzato agli inizi del III secolo d.C. all'angolo sud occidentale del caseggiato dei Molini, inserito nel passaggio tra questo caseggiato e la casa di Diana, e accessibile dalla parte del passaggio già occupata dallo stabilimento dei Molini. L'interno presenta affreschi, uno dei quali raffigura Silvano, dio delle selve e delle campagne, e un mosaico pavimentale figurato in bianco e nero. | Sacello del Silvano |
| I,III   | E: via dei Molini (via pomeriale esterna orientale) S: via di Diana O: via dei Balconi N: area del museo | I,III,3 e 4                                                          | Caseggiato di Diana                            | Il caseggiato, che si sviluppa intorno ad un cortile porticato e che aveva più piani, forse cinque, era destinato principalmente ad abitazioni, con le usuali taberne al piano terra lungo le vie; via dei Balconi ad ovest, via di Diana a sud e via dei Molini ad est. Prende il nome da un rilievo in terracotta, posto sopra la cisterna nel cortile interno, raffigurante Diana. | Il Caseggiato di Diana |
| I,III   | E: via dei Molini (via pomeriale esterna orientale) S: via di Diana O: via dei Balconi N: area del museo | I,III,3 e 4                                                          | Mitreo del Caseggiato di Diana                 | Due ambienti al piano terra nel lato nord orientale del caseggiato di Diana, furono trasformati in mitreo, il santuario della religione mitraica, tra la fine del II e l'inizio del III secolo d.C. . In entrambe le stanze, comunicanti tra di loro tramite una porta interna, sono presenti due podi, e nella stanza meridionale sono presenti resti di un mosaico geometrico a tessere bianche e nere. È presente un'iscrizione, M(arcus) LOLLIANVS CALLINICVS PATER ARAM DEO DO(no) DE(dit), che si riferisce al responsabile del mitreo. | Altare e edicola della stanza settentrionale del mitreo. |
| I,III   | E: via dei Molini (via pomeriale esterna orientale) S: via di Diana O: via dei Balconi N: area del museo | I,III,5                                                              | Caseggiato del Mitreo di Menandro              | Caseggiato con taberne lungo la via dei Balconi e un vestibolo centrale, da cui si accedeva ad un cortile interno, dove si affacciano due ampi ambienti, probabilmente con funzioni commerciali. Una scala indipendente, posta su via dei Balconi, conduceva ai piani superiori. Edificio di adrianea, costruito in opera mista. Il caseggiato prende il nome dal mitreo che fu realizzato nella parte nord orientale dell'edificio. | Caseggiato |
| I,III   | E: via dei Molini (via pomeriale esterna orientale) S: via di Diana O: via dei Balconi N: area del museo | I,III,5                                                              | Mitreo di Menandro                             | Il mitreo di Lucrezio Menandro, con mosaici geometrici in bianco e nero e resti di precedenti affreschi, è stato ricavato in un passaggio tra questo caseggiato e il caseggiato I,III,6 (il passaggio poi prosegue tra il caseggiato dei Molini e la casa di Diana). Nel mitreo, che conserva le banchine lungo le pareti laterali, sono presenti resti di affreschi e di un mosaico, oltre a quelli di un piccolo altare, con l'iscrizione che rimanda alla persona che dedicò il mitreo: DEO INVICTO MITHRAE, DIOCLES OB HONOREM, C(ai) LVCRETI MENANDRI, PATRIS. D(ono) D(edit) D(edicavit). Il mitreo risale agli inizi del III secolo. | Mitreo di Menandro |
| I,III   | E: via dei Molini (via pomeriale esterna orientale) S: via di Diana O: via dei Balconi N: area del museo | I,III,6                                                              | Edificio                                       | Edificio a nord del caseggiato dei Molini, non indagato, per il quale, per le stanze con affaccio su via dei Molini, si ipotizza la destinazione a negozi. | |
| I,IV    | E: via dei Balconi S: via di Diana O: via dei Dipinti N: area del museo | I,IV,1                                                               | Negozi                                         | Fila di taberne aperte su via dei Balconi, con scale indipendenti per i piani superiori. di età adrianea, realizzato in opera mista. Sulla facciata occidentale, c'è un rilievo in terracotta con rappresentati gli attrezzi dei falegnami. | Via dei Balconi con l'entrata dei negozi |
| I,IV    | E: via dei Balconi S: via di Diana O: via dei Dipinti N: area del museo | I,IV,2                                                               | Domus di Giove e Ganimede                      | L'edificio, che deve il nome ad un affresco che si trovava nella stanza dei ricevimenti, si trovava accanto alla Casa di Bacco fanciullo, con cui condivideva un giardino sul retro. Si tratta di una domus su due piani, con ambienti articolati intorno ad un cortile interno con passaggio sul giardino del caseggiato. Fu interessata da trasformazioni successive e fu decorata con affreschi; l'edificio è di età adrianea, con le trasformazioni e gli affreschi realizzati durante l'imperio di Commodo. L'edificio fu indagato una prima volta da Rodolfo Lanciani nel 1878, e successivamente alla fine della prima guerra mondiale da Guido Calza. | Domus di Giove e Ganimede, vista verso il settore nord-occidentale con l'Antiquarium sullo sfondo. |
| I,IV    | E: via dei Balconi S: via di Diana O: via dei Dipinti N: area del museo | I,IV,3                                                               | Casa di Bacco fanciullo                        | L'edificio che si trovava tra la Domus di Giove e Ganimede e la Casa dei dipinti, con cui condivideva un giardino sul retro; si tratta di un'abitazione su due piani, con 7 stanze al piano terra, due delle quali di rappresentanza a doppia altezza, e scala interna che conduceva al piano superiore, dove trovavano spazio 5 stanze. Presenta doppio ingresso e finestre che si affacciano sia dalla via dei Dipinti sia dal giardino interno sul lato opposto. Fu indagato da Guido Calza nel 1917 che riconobbe in Bacco e Arianna, i due fanciulli rappresentati in un affresco di una stanza. | Giardino interno nell'insula dei dipinti, su cui affacciano la casa dei dipinti, quella di Bacco fanciullo e la domus di Giove e Ganimede |
| I,IV    | E: via dei Balconi S: via di Diana O: via dei Dipinti N: area del museo | I,IV,4                                                               | Casa dei Dipinti                               | L'edificio che si trovava accanto alla Casa di Bacco Fanciullo, con cui condivideva un giardino sul retro, è un appartamento su due piani, con 8 stanze al piano terra, due delle quali di rappresentanza a doppia altezza, e scala interna che conduceva al piano superiore, dove trovavano spazio 5 stanze. Presenta doppio ingresso e finestre che si affacciano sia dalla via dei Dipinti sia dal giardino interno sul lato opposto, risalente all'età adrianea. Fu uno dei primi edifici ostiensi in cui si ritrovano affreschi, che però subirono un rapido deterioramento, e che ora sono noti soprattutto per le descrizioni che ne furono fatte all'inizio del XX secolo. | Via e casa dei dipinti |
| I,IV    | E: via dei Balconi S: via di Diana O: via dei Dipinti N: area del museo | I,IV,5                                                               | Caseggiato dei Dolii                           | Il caseggiato presenta taberne con ingresso su via dei Dipinti, e un ambiente retrostante, adibito a magazzino con 35 dolii interrati nel pavimento. Vi furono ritrovate numerose forme interpretate forse come stampi per dolci. Edificio di età adrianea o primo antonina, costruito in opera mista, con rifacimenti di età severiana. | Dolii |
| I,V     | E: via dei Dipinti S: via del Capitolium O: cardine massimo | I,V,1                                                                | Botteghe                                       | Fila di botteghe porticate sul lato est del tratto settentrionale del cardine massimo; il tratto settentrionale del Cardo Maximus è fiancheggiato da negozi dietro portici, che erano sostenuti da pilastri in mattoni con pilastri e avevano pavimenti in opus spicatum. Alle spalle del portico, note come portico di Pio IX che visitò Ostia, è presente un'altra fila di botteghe, affacciate su via dei Dipinti. Alle estremità dei portici, verso il Capitolium, sono presenti spazi coperti a pilastri ("logge"), di età adrianea, costruite in opera mista. | Fila di botteghe |
| I,VI    | E: cardine massimo S: via del Capitolium (pomeriale esterna settentrionale) O: via Tecta e via della Fortuna | I,VI,1                                                               | Botteghe                                       | Fila di botteghe porticate sul lato ovest del tratto settentrionale del cardine massimo Alle estremità dei portici, verso il Capitolium, sono presenti spazi coperti a pilastri ("logge"), di età adrianea, costruite in opera mista. | Portico di Pio IX |
| I,VI    | E: cardine massimo S: via del Capitolium (pomeriale esterna settentrionale) O: via Tecta e via della Fortuna | I,VI,2                                                               | Caseggiato del Balcone a mensole               | Insula parzialmente scavata, con taberne affacciate sulla via della Fortuna; sulla facciata c'era un balcone sorretto da mensole. È presente una scala indipendente per abitazioni ai piani superiori, con latrina nel sottoscala. Di età adrianea, costruito in opera mista. Fu scavato una prima volta durante la campagna del 1871-1874 condotta da Pietro Rosa. | Ingressi al caseggiato |
| I,VII   | E: via della Fortuna S: via dei Misuratori di Grano | I,VII,I                                                              | Caseggiato dei Misuratori di grano             | Insula scavata unicamente lungo i lati sud orientali, che prende il nome da un rilievo sul monumentale portale di ingresso sulla via omonima, con timpano in laterizio, ornato dal rilievo di un modio. Sono presenti taberne lungo le strade a sud e a est, queste ultime dietro un portico lungo la via, e scale indipendenti tra le taberne per i piani superiori. Si ipotizza che fosse sede della corporazione dei mensores frumentarii, incaricati di verificare la quantità e la qualità del grano. Di età adrianea, costruito in laterizio. | Sullo sfondo a sinistra il Caseggiato dei misuratori di grano, sulla destra gli horrea e il piccolo Mercato |
| I,VIII  | E: via Tecta e via del Larario (pomeriale interna occidentale) S: via del Capitolium (pomeriale esterna settentrionale), via delle Casette repubblicane (pomeriale interna settentrionale) e decumano massimo O: via degli Horrea epagathiana (pomeriale esterna occidentale) N: via dei Misuratori di Grano | I,VIII,1                                                             | Piccolo Mercato                                | Horreum (magazzino), con portico in pilastri di laterizio sul lato nord, sul quale si affaccia un vestibolo di ingresso fiancheggiato da taberne. All'interno sono ambienti voltati disposti su tre lati di un doppio cortile centrale, con portico a pilastri di laterizio separato da un passaggio centrale coperto. Agli angoli nord occidentale e sud orientale ci sono scale con gradini e rampe per i piani superiori del magazzino. Un ingresso secondario si apre sull'angolo di via del Capitolium e sul fondo di uno degli ambienti meridionali si apre un passaggio dà verso le taberne affacciate su via delle Casette repubblicane (I,VII,10). Nel muro meridionale si conserva un tratto delle mura del castrum in blocchi di tufo. Sul lato est una via coperta, la via Tecta, lo separa dall'isolato adiacente. Di età adrianea, edificato in opera mista. | Piccolo Mercato |
| I,VIII  | E: via Tecta e via del Larario (pomeriale interna occidentale) S: via del Capitolium (pomeriale esterna settentrionale), via delle Casette repubblicane (pomeriale interna settentrionale) e decumano massimo O: via degli Horrea epagathiana (pomeriale esterna occidentale) N: via dei Misuratori di Grano | I,VIII,2                                                             | Magazzini                                      | Horreum separato dal Piccolo mercato per mezzo di uno stretto passaggio. Presenta un ingresso a nord tramite un vestibolo con porta sul cortile interno, affiancato da taberne affacciate sulla strada; sul vestibolo si aprono due scale per i piani superiori. L'interno presenta ambienti con pavimenti rialzati, sui tre lati di un lungo e stretto cortile porticato. Una terza scala si apre sul lato di fondo meridionale. Di età adrianea, in opera mista. | Horrea |
| I,VIII  | E: via Tecta e via del Larario (pomeriale interna occidentale) S: via del Capitolium (pomeriale esterna settentrionale), via delle Casette repubblicane (pomeriale interna settentrionale) e decumano massimo O: via degli Horrea epagathiana (pomeriale esterna occidentale) N: via dei Misuratori di Grano | I,VIII,3                                                             | Horrea Epagathiana et Epaphrodithiana          | Piccolo horreum per merci di pregio. L'ingresso sulla via omonima è ornato da un portale con timpano in laterizio e presenta l'iscrizione Horrea Epagathiana et Epaphroditiana. L'interno è articolato intorno ad un cortile porticato con pilastri in laterizio, e pavimento a mosaico geometrico figurato in bianco e nero. Intorno al cortile vi sono ambienti con volte a crociera, dotati di porte, e scale interne per i piani superiori, anch'esse sbarrate da porte. Sul lato di fondo del cortile si apre l'ingresso per una stanza più ampia, fiancheggiato da nicchie. Sul lato meridionale l'edificio sono visibili parte delle mura del castrum in blocchi di tufo. | Horrea epagathiana |
| I,VIII  | E: via Tecta e via del Larario (pomeriale interna occidentale) S: via del Capitolium (pomeriale esterna settentrionale), via delle Casette repubblicane (pomeriale interna settentrionale) e decumano massimo O: via degli Horrea epagathiana (pomeriale esterna occidentale) N: via dei Misuratori di Grano | I,VIII,4                                                             | Taberne                                        | Taberne sulla via degli Horrea epagathiana, con un'abitazione o un'officina all'estremità meridionalel e un corridoio che conduce al vestibolo esterno degli Horrea epagathiana; di età traianea. | |
| I,VIII  | E: via Tecta e via del Larario (pomeriale interna occidentale) S: via del Capitolium (pomeriale esterna settentrionale), via delle Casette repubblicane (pomeriale interna settentrionale) e decumano massimo O: via degli Horrea epagathiana (pomeriale esterna occidentale) N: via dei Misuratori di Grano | I,VIII,5                                                             | Taberne                                        | Taberne sulla via degli Horrea Epaghathiana, con delle nicchie sulle pareti di fondo in comune con l'edificio I, VIII, 8; di età traianea. Si suppone che le 4 taberne, la 4, 5, 6 e 7, vendessero le stesse merci, perché collegate ai locali dell'8, che avrebbe potuto fungere da officina per le taberne stesse. | Ingresso sul Decumano |
| I,VIII  | E: via Tecta e via del Larario (pomeriale interna occidentale) S: via del Capitolium (pomeriale esterna settentrionale), via delle Casette repubblicane (pomeriale interna settentrionale) e decumano massimo O: via degli Horrea epagathiana (pomeriale esterna occidentale) N: via dei Misuratori di Grano | I,VIII,6                                                             | Taberne                                        | Due taberne con ingresso sul decumano massimo, e con scala indipendente per abitazioni ai piani superiori; di età traianea. | |
| I,VIII  | E: via Tecta e via del Larario (pomeriale interna occidentale) S: via del Capitolium (pomeriale esterna settentrionale), via delle Casette repubblicane (pomeriale interna settentrionale) e decumano massimo O: via degli Horrea epagathiana (pomeriale esterna occidentale) N: via dei Misuratori di Grano | I,VIII,7                                                             | Taberne                                        | Tre taberne con ingressi su via del Larario, intercomunicanti e con una scala indipendente nella bottega più settentrionale, che coduceva al piano superiore; di età traianea. | Via del Larario ripresa dal Decumano massimo; sulla sinistra il caseggiato I, VIII, con in primo piano le taberne dell'edificio 7, sulla destra il caseggiato del Larario, con sullo sfondo gli Horrea Epagathiana et Epaphrodithiana.                                          |
| I,VIII  | E: via Tecta e via del Larario (pomeriale interna occidentale) S: via del Capitolium (pomeriale esterna settentrionale), via delle Casette repubblicane (pomeriale interna settentrionale) e decumano massimo O: via degli Horrea epagathiana (pomeriale esterna occidentale) N: via dei Misuratori di Grano | I,VIII,8                                                             | Officine                                       | Due ambienti con ampi ingressi su via del Larario, uno con vasca, con passaggi verso le botteghe dell'edificio 5 e 6, il che fa supporre che si trattasse di un'officina dove fossero lavorati i prodotti venduti nelle 4 botteghe vicine; metà del secolo d.C. . | |
| I,VIII  | E: via Tecta e via del Larario (pomeriale interna occidentale) S: via del Capitolium (pomeriale esterna settentrionale), via delle Casette repubblicane (pomeriale interna settentrionale) e decumano massimo O: via degli Horrea epagathiana (pomeriale esterna occidentale) N: via dei Misuratori di Grano | I,VIII,9                                                             | Taberne                                        | Botteghe ai lati di un passaggio coperto tra la via degli Horrea epagathiana e via dei Lari, con scala indipendente da via dei Lari per i piani superiori; metà del secolo d.C. . | |
| I,VIII  | E: via Tecta e via del Larario (pomeriale interna occidentale) S: via del Capitolium (pomeriale esterna settentrionale), via delle Casette repubblicane (pomeriale interna settentrionale) e decumano massimo O: via degli Horrea epagathiana (pomeriale esterna occidentale) N: via dei Misuratori di Grano | I,VIII,10                                                            | Taberne                                        | Taberne su via delle Casette repubblicane, che riutilizzano come muro di fondo tratti delle mura del castrum; sono presenti passaggi verso il Piccolo Mercato e tre scale indipendenti verso i piani superiori. | |
| I,IX    | E: piazza del Foro (cardine massimo) S: decumano massimo O: via del Larario (pomeriale interna occidentale) N: via delle Casette repubblicane (pomeriale interna settentrionale) | I,IX,1                                                               | Casa basilicale (o caseggiato dietro la Curia) | Insula costruita su tre piccole case di età repubblicana e divisa, in un settore interno e in uno esterno, da un cortile trasversale. Un passaggio coperto al centro permetteva la comunicazione tra i due settori al piano superiore. Al piano terra sono presenti ambienti interni affacciati con porte e finestre sul cortile, mentre la facciata nord su via delle Casette repubblicane comprende taberne intercomunicanti ai lati di un vestibolo d'accesso e una scala indipendente per i piani superiori. Di età adrianea, in opera mista. | |
| I,IX    | E: piazza del Foro (cardine massimo) S: decumano massimo O: via del Larario (pomeriale interna occidentale) N: via delle Casette repubblicane (pomeriale interna settentrionale) | I,IX,2                                                               | Caseggiato                                     | Insula con taberne dotate di retrobottega, trasformate in un ambiente artigianale con pavimentazione in basoli, forno e vasca, utilizzato come forno per il pane. È presente una scala indipendente esterna verso i piani superiori. Edificio di età adrianea, in opera mista, con trasformazioni del tardo III - inizi del IV secolo d.C. in opera listata. | |
| I,IX    | E: piazza del Foro (cardine massimo) S: decumano massimo O: via del Larario (pomeriale interna occidentale) N: via delle Casette repubblicane (pomeriale interna settentrionale) | I,IX,3                                                               | Caseggiato del Larario                         | Caseggiato con taberne affacciate sia sulle vie esterne, il decumano massimo a sud e via del Larario ad ovest, sia su un cortile interno. Nel cortile si trovano una nicchia per una statua di divinità dedicata al culto dei Larii, gli spiriti protettori della famiglia o della comunità. | Caseggiato del Larario (I,IX,3), parte della facciata sul Decumano massimo, e accanto la "Curia" (I,IX,4) |
| I,IX    | E: piazza del Foro (cardine massimo) S: decumano massimo O: via del Larario (pomeriale interna occidentale) N: via delle Casette repubblicane (pomeriale interna settentrionale) | I,IX,4                                                               | Curia                                          | Cella quasi quadrata, costruita tra la fine del I e l'inizio del II secolo d.C., preceduta da un portico colonnato rialzato e fiancheggiata da due corridoi, era accessibile da una scalinata centrale. L'aula presenta sul fondo un podio ed è fiancheggiata da corridoi scoperti laterali, dotati di scale per i piani superiori. È stata interpretata come sede delle riunioni dei decurioni o dei Seviri Augustales, gli addetti al culto della casa imperiale. | Vista della Curia, con sullo sfondo il Capitolium. |
| I,X     | E: Vicolo del Tempio rotondo, o vicolo del Pino (pomeriale interna occidentale) S: via del Tempio rotondo (pomeriale esterna meridionale) O: via del Pomerio (pomeriale esterna occidentale) N: decumano massimo                                                                                             | I,X,1                                                                | Taberne "repubblicane"                         | Fila di taberne nella parte nor orientale del caseggiato, con l'entrata sul decumano massimo. Da un passaggio laterale è accessibile una scala per i piani superiori. Di età augustea, 25-15 a.C., costruito in opera reticolata, con pilastri in blocchi di tufo. | Taberne repubblicane |
| I,X     | E: Vicolo del Tempio rotondo, o vicolo del Pino (pomeriale interna occidentale) S: via del Tempio rotondo (pomeriale esterna meridionale) O: via del Pomerio (pomeriale esterna occidentale) N: decumano massimo                                                                                             | I,X,2                                                                | Taberne                                        | Fila di taberne affacciate su via del Pomerio, dietro un portico con colonne in travertino. Successivamente il portico fu occupato da un'estensione dei muri laterali e furono installati due thermopolia, uno dei quali conserva resti di affreschi figurati. Della fine del I secolo a.C., edificato in opera reticolata, con trasformazioni della seconda metà del III, in laterizio e in opera listata. | Dettagli di uno degli ambienti delle taberne. |
| I,X     | E: Vicolo del Tempio rotondo, o vicolo del Pino (pomeriale interna occidentale) S: via del Tempio rotondo (pomeriale esterna meridionale) O: via del Pomerio (pomeriale esterna occidentale) N: decumano massimo                                                                                             | I,X,3                                                                | Officina degli stuppatores                     | Fila di taberne aperte su un passaggio secondario, trasformate in ambienti artigianali per la lavorazione della stoppa, che veniva prodotta a partire dal lino, con bacini e vasche. Le stanze in parte riutilizzano un piccolo impianto termale con ruota per il sollevamento dell'acqua. Di età traianea, in laterizio, con trasformazioni apportate sotto Alessandro Severo. | |
| I,X     | E: Vicolo del Tempio rotondo, o vicolo del Pino (pomeriale interna occidentale) S: via del Tempio rotondo (pomeriale esterna meridionale) O: via del Pomerio (pomeriale esterna occidentale) N: decumano massimo                                                                                             | I,X,4                                                                | Tempio collegiale e mitreo di Fruttuoso        | Sede di un collegio sacerdotale, con l'ingresso principale inquadrato da pilastri in mattoni fiancheggiato da due taberne. Dal vestibolo si accede ad un cortile porticato, sul fondo del quale venne realizzato il podio per un piccolo tempio mai realizzato, fiancheggiato da ambienti di servizio, scale per i piani superiori e una latrina. Un'ampia stanza accessibile dal cortile era forse una sala per banchetti (triclinium). Il caseggiato viene interpretato come sede della corporazione degli stuppatores, a cui doveva appartenere anche l'officina adiacente (edificio 3). Sotto il podio del tempietto venne successivamente realizzato un mitreo, con corridoio nella parte antistante e sala interna con banconi e nicchia absidata sul fondo, dedicato dal patrono della corporazione degli stuppatori, Fruttuoso. Dell'età dell'imperium di Alessandro Severo. | |
| I,XI    | E: piazza del Foro (cardine massimo) S: via del Tempio rotondo (pomeriale esterna meridionale) O: Vicolo del Tempio rotondo, o vicolo del Pino (pomeriale interna occidentale) N: decumano massimo | I,XI,1                                                               | Tempio Rotondo                                 | Tempio probabilmente dedicato al culto imperiale, costruito sotto Alessandro Severo o Gordiano III (secondo quarto del III secolo). Il tempio è preceduto da una piazza con portico colonnato, oggi scomparso, costruita sopra un precedente portico accessibile dalla Basilica civile. I muri di fondo presentano nicchie rivestite in marmo addossate ai muri. Il tempio sorge su un alto podio accessibile da una scalinata centrale, fiancheggiata da due nicchie semicircolari. Presentava un colonnato frontale di dieci colonne, dietro il quale si apre la cella rotonda, con spessi muri in laterizio per sostenere la cupola e nicchie sulle pareti, in origine inquadrate da colonne. A fianco dell'ingresso una scala a chiocciola intorno ad una colonna in travertino permetteva di salire alla cupola. | Podio del tempio rotondo |
| I,XI    | E: piazza del Foro (cardine massimo) S: via del Tempio rotondo (pomeriale esterna meridionale) O: Vicolo del Tempio rotondo, o vicolo del Pino (pomeriale interna occidentale) N: decumano massimo | I,XI,2-3                                                             | Domus del Tempio rotondo                       | Domus tardo-antica, articolata intorno ad un cortile centrale con una fontana marmorea, circondato su tre lati da un corridoio; sul fondo si trova la sala di rappresentanza rialzata e con ingresso colonnato, pavimentata in opus sectile. Ai lati ci sono ambienti più piccoli, alcuni riscaldati e rivestiti in marmo, e ambienti di servizio. L'ingresso, posto tra due taberne e due scale che conducevano al piano superiore, si apre sul lato meridionale della domus. Della fine del III - inizi del IV secolo, realizzato in laterizio. | Domus del Tempio rotondo |
| I,XI    | E: piazza del Foro (cardine massimo) S: via del Tempio rotondo (pomeriale esterna meridionale) O: Vicolo del Tempio rotondo, o vicolo del Pino (pomeriale interna occidentale) N: decumano massimo | I,XI,4                                                               | Taberne                                        | Fila di taberne con portico a colonne laterizie e basi e capitelli in travertino, affacciato sulla piazza del Foro dal lato del tempio di Roma e Augusto. Di età adrianea, in laterizio. | |
| I,XI    | E: piazza del Foro (cardine massimo) S: via del Tempio rotondo (pomeriale esterna meridionale) O: Vicolo del Tempio rotondo, o vicolo del Pino (pomeriale interna occidentale) N: decumano massimo | I,XI,5                                                               | Basilica                                       | Basilica civile, con navata centrale più ampia e più alta, circondata da colonne su quattro lati, pavimentata in opus sectile marmoreo a grande modulo. La basilica era aperta sul decumano massimo con un colonnato sopraelevato, accessibile da due scalinate laterali, e sulla piazza del Foro per mezzo di una fila di colonne, preceduta da un portico con archi marmorei sorretti da colonne. I parapetto del piano superiore, affacciato sulla navata centrale, era ornato di rilievi con scene della storia più antica di Roma. Di età domiziano-traianea e il rilievo della metà del II secolo. | Resti della Basilica romana |
| I,XII   | E: via Semita dei Cippi S:limite delle terme del Foro, comprese strutture connesse O: piazza del Foro e cardine massimo N: decumano massimo Al suo interno è presente anche via della Forica | I,XII,1                                                              | Caseggiato dei Triclini                        | Sede collegiale della corporazione dei fabri tignuarii (costruttori) tra le corporazioni più importanti della città, utilizzato per gli incontri formali e informali dei membri. Si trovava nel ''castrum repubblicano'', accanto al Foro di Ostia, a testimonianza della rilevanza della corporazione. | Latrina |
| I,XII   | E: via Semita dei Cippi S:limite delle terme del Foro, comprese strutture connesse O: piazza del Foro e cardine massimo N: decumano massimo Al suo interno è presente anche via della Forica | I,XII,2                                                              | Foro della Statua Eroica                       | Piazza rialzata realizzata sul luogo di uno stabilimento termale di epoca adrianea, che prende il nome da una statua colossale, probabilmente di Adriano, costruita nella seconda metà del IV secolo, al posto di un preesistente stabilimento termale, andato distrutto per un incendio. | Statua che ha dato il nome al foro |
| I,XII   | E: via Semita dei Cippi S:limite delle terme del Foro, comprese strutture connesse O: piazza del Foro e cardine massimo N: decumano massimo Al suo interno è presente anche via della Forica | I,XII,3                                                              | Esedra                                         | Esedra decorativa sul decumano massimo, eretta sopra un settore del caseggiato della Cisterna (I,XII,4) con pavimentazione in basolato. Si tratta di un'ampia esedra semicircolare, con nicchia rettangolare sul fondo, accompagnata da una fila di colonne, che sbarrava la via Semita dei Cippi. Della metà del IV secolo d.C., in opera listata. | Esedra |
| I,XII   | E: via Semita dei Cippi S:limite delle terme del Foro, comprese strutture connesse O: piazza del Foro e cardine massimo N: decumano massimo Al suo interno è presente anche via della Forica | I,XII,4                                                              | Caseggiato della Cisterna                      | Comprende resti di epoca adrianea, uno stabilimento industriale per la fabbricazione del pane e una cisterna. I resti adrianei sono costituiti da un cortile porticato ad arcate, una fila di taberne sulla via Semita dei Cippi e una sala ottagonale con nicchie, in origine con ipocausto, che forse era il vestibolo delle terme sulle quali venne costruita la contigua piazza del Foro della Statua Eroica. Lo stabilimento artgianale presenta vasche, forni e un'area pavimentata in basolato, in parte occupata dalla vicina esedra. Nella parte meridionale si trova una grande cisterna pubblica su due livelli, con una ruota per il sollevamento dell'acqua, e probabilmente alimentata dall'acquedotto. | |
| I,XII   | E: via Semita dei Cippi S:limite delle terme del Foro, comprese strutture connesse O: piazza del Foro e cardine massimo N: decumano massimo Al suo interno è presente anche via della Forica | I,XII,5                                                              | Caseggiato                                     | Edificio con ambienti rimaneggiati in diverse epoche, con scala addossata all'esterno, due ambienti aperti sulla via sul lato sud, un altro ambiente ad L e una scala indipendente accessibile dall'esterno. | |
| I,XII   | E: via Semita dei Cippi S:limite delle terme del Foro, comprese strutture connesse O: piazza del Foro e cardine massimo N: decumano massimo Al suo interno è presente anche via della Forica | I,XII,6                                                              | Terme del Foro                                 | Terme pubbliche, le più vaste di Ostia. Sono articolate in una parte rettangolare a nord, con stanze simmetriche ai lati dell'ampio frigidario centrale, e serie di stanze riscaldate disposte a scala ed esposte a sud e a ovest, con grandi finestre. A est del settore riscaldato si trova l'ambiente sotterraneo dei praefurnia (fornaci per il riscaldamento e ancora ad est, oltre un corridoio di passaggio, una cisterna con grande ruota per il sollevamento dell'acqua. Gli ambienti termali avevano in origine rivestimento parietale in marmo su 3 m di altezza e pavimenti a mosaico geometrico in bianco e nero, sostituito nei restauri teodosiani con lastre di marmo di reimpiego. A sud si apre la palestra, irregolarmente triangolare, circondata da ambienti. Vi furono aggiunti pilastri in laterizio e, nel restauro teodosiano, colonne con fusti in diversi marmi colorati. Sul lato sud-ovest si trovano due tempietti e, vicino, un ambiente trapezoidale del recinto esterno ospitava una grande latrina pubblica. Costruite nel terzo quarto del II secolo, ad opera del prefetto del pretorio Marco Gavio Massimo, con restauri di epoca severiana, sotto Massenzio e Costantino I, con interventi del prefetto dell'annona Flavio Ottavio Vittore intorno al 335, e ancora sotto Teodosio, a opera del prefetto dell'annona Ragonio Vincenzo Celso, nel 385-389. | Frigidarium |
| I,XII   | E: via Semita dei Cippi S:limite delle terme del Foro, comprese strutture connesse O: piazza del Foro e cardine massimo N: decumano massimo Al suo interno è presente anche via della Forica | I,XII,7                                                              | Botteghe                                       | Fila di sette taberne dietro un portico lungo la via Semita dei Cippi. Alcune presentano vasche e scale interne. Un ambiente a nord, accessibile dall'ultima taberna, si apre su un diverticolo che raggiunge l'ingresso delle terme del Foro (I,XII,6), e le taberne a sud erano accessibili sul retro anche dalle terme. Risalente alla metà del II secolo d.C. . | |
| I,XII   | E: via Semita dei Cippi S:limite delle terme del Foro, comprese strutture connesse O: piazza del Foro e cardine massimo N: decumano massimo Al suo interno è presente anche via della Forica | I,XII,8                                                              | Caseggiato                                     | Probabile sede di una schola o di una corporazione, si compone di quattro ambienti rettangolari aperti sulla palestra delle terme del Foro (I,XII,6) e da un'ampia sala dietro di essi, pavimentata con mosaico geometrico in bianco e nero, divisa in due metà da due colonne con fusto scanalato a spirale; all'estremità ovest altre due colonne simili mediano il passaggio ad una sala disposta trasversalmente, che occupa parte di un edificio adiacente (I,XII,9); la sala si presenta leggermente rialzata, con rivestimento parietale in lastre di marmi colorati e pavimento in opus sectile. Uno degli ambienti rettangolari affacciati sulla palestra, doveva servire da vestibolo ed aveva un mosaico in bianco e nero con un centauro. Ad est si trovano delle scale, accessibili dalla palestra e da un'area scoperta a sud, un corridoio e una taberna coperta con due volte a crociera, con retrobottega. Edificato durante l'imperio di Marco Aurelio, con i mosaici degli inizi del III secolo. | Mosaico con raffigurato un centauro nell'atrio del caseggiato. |
| I,XII   | E: via Semita dei Cippi S:limite delle terme del Foro, comprese strutture connesse O: piazza del Foro e cardine massimo N: decumano massimo Al suo interno è presente anche via della Forica | I,XII,9                                                              | Taberne                                        | Due taberne con ingresso sul cardine massimo, in origine con sala retrostante, poi occupata dal vicino caseggiato(I,XII,8), separate da un corridoio centrale e con diverse porte e finestre. Una scala indipendente aperta sul cardine massimo permetteva di accedere ai piani superiori. Costruite sotto l'imperium di Antonino Pio. | |
| I,XII   | E: via Semita dei Cippi S:limite delle terme del Foro, comprese strutture connesse O: piazza del Foro e cardine massimo N: decumano massimo Al suo interno è presente anche via della Forica | I,XII,10                                                             | Taberne                                        | Doppia fila di taberne affacciate sul cardine massimo e sulla palestra delle terme, precedute su entrambi i lati da un porticato a pilastri in laterizio. Le taberne erano dotate di un mezzanino, accessibile da una scala interna con i primi gradini in muratura. Una scala per i piani superiori è accessibile dalla palestra delle terme. L'ambiente all'angolo nord orientale divenne un thermopolium, con bancone in opera listata e vasca per l'acqua. Edificate durante l'imperium di Antonino Pio, in opera laterizia. | |
| I,XII   | E: via Semita dei Cippi S:limite delle terme del Foro, comprese strutture connesse O: piazza del Foro e cardine massimo N: decumano massimo Al suo interno è presente anche via della Forica | I,XII,11                                                             | Portico                                        | Portico sulla piazza del Foro con colonne con fusti in granito. Sul muro di fondo è stata addossata un'ampia nicchia semicircolare, che ospita una statua acefala di un togato. Di età adrianea, costruita in laterizio. | Statua acefala di un uomo togato |
| I,XIII  | E: semita dei Cippi S-O: cardine massimo N, limite delle terme del Foro. | I,XIII,1                                                             | Horreum                                        | Piccolo horreum con ingresso sulla via Semita dei Cippi, con ambienti chiusi da porte sui tre lati di un corridoio centrale scoperto. Uno degli ambienti sul lato sud aveva in origine una porta, poi sbarrata, verso l'edificio a sud (I,XIII,2). Di età tardo traianea o adrianea, in opera mista. | |
| I,XIII  | E: semita dei Cippi S-O: cardine massimo N, limite delle terme del Foro. | I,XIII,2                                                             | Caseggiato                                     | Edificio con ambienti aperti su un ampio corridoio sul lato nord, forse un laboratorio artigianale; in origine collegato con il magazzino più a nord (I,XIII,1). Edificato in età adrianea. | |
| I,XIII  | E: semita dei Cippi S-O: cardine massimo N, limite delle terme del Foro. | I,XIII,3                                                             | Fullonica                                      | Piccola fullonica verso il cardine massimo, installata in un edificio precedente con tre taberne aperte sul cardine massimo. In una delle taberne è stata installata una vasca, quindi rimpiazzata da due muretti utilizzati forse per sostenere un bancone in legno, e un dolio è stato inserito nel pavimento. Nella stanza sul retro sono presenti una vasca con conduttura per l'approvvigionamento idrico, due banconi con bordi rialzati per evitare la colatura di liquidi e alcuni bacini in terracotta con muretti di appoggio per la pressa dei panni con i piedi. Di età adrianea, in opera mista e laterizio; la fullonica è del III secolo d.C. . | Fullonica |
| I,XIII  | E: semita dei Cippi S-O: cardine massimo N, limite delle terme del Foro. | I,XIII,4                                                             | Molino                                         | Ampio molino (stabilimento industriale per la macinatura del grano) tra la via Semita dei Cippi e il cardine massimo. Gli accessi si aprivano su due strade con corridoi tra taberne, e su un passaggio sul lato nord. All'interno è una vasta area pavimentata in basoli, coperta da un tetto poggiante su pilastri nella metà nord, dove si conservano alcune macine. Il tetto poteva essere raggiunto da una scala. La parte sud, scoperta, aveva cisterne interrate e due ulteriori scale. A sud dell'area scoperta sono presenti due stanze quadrate e un ampio ambiente centrale; il magazzino doveva trovarsi sul tetto. In una delle stanze più piccole è presente un grande forno. Di età domizianea e traianea, in opera mista, con trasformazioni nel III secolo e tra la fine del IV d.C., e la prima metà del V secolo d.C. . | Molino |
| I,XIII  | E: semita dei Cippi S-O: cardine massimo N, limite delle terme del Foro. | I,XIII,5                                                             | Taberne                                        | Edificio, parzialmente indagato, con botteghe con ingresso sul cardine massimo, dotate di stanze ad uso abitazione sul retro, con porte e finestre aperte su un'area retrostante. Una delle taberne conserva una scala, e una scala indipendente esterna si apriva dalla via. Di età severiana. | Ingresso ad una delle botteghe |
| I,XIII  | E: semita dei Cippi S-O: cardine massimo N, limite delle terme del Foro. | I,XIII,6                                                             | Domus delle Gorgoni                            | Domus unitaria di epoca costantiniana a pianta trapezoidale per il convergere della via Semita dei Cippi e del cardine massimo, a breve distanza dalla porta Laurentina, che deve il nome a due mosaici con raffigurata al centro la un mosaico in bianco e nero con riquadro con un gorgoneion. L'edificio è stato interpretato come domus, oppure come sede di una corporazione. | |
| I,XIV   | E: via degli Horrea epagathiana (pomeriale esterna occidentale) S: decumano massimo SO: via della Foce e area sacra del tempio di Ercole N: area non scavata | I,XIV,1                                                              | Ninfeo del Bivio del castrum                   | Ninfeo monumentale, sorto nel punto in cui la via degli Horrea epagathiana e la via della Foce confluiscono sul decumano massimo, subito fuori dalla porta occidentale del castrum. Presenta una facciata in origine rivestita in lastre di marmo e decorata da nicchie, quella centrale rettangolare, fiancheggiata da due nicchie semicircolari, a cui si addossava la vasca; l'acqua zampillava da una statua di amorino su delfino. Davanti alla fontana era un'area trapezoidale, pavimentata in opera spicata, in parte coperta, con pilastri in laterizio. Del 340-370 d.C., in laterizio. | via degli Horrea Epagathiana, con i resti del ninfeo a sinistra, e gli Horrea Epagathiana sullo sfondo a destra. |
| I,XIV   | E: via degli Horrea epagathiana (pomeriale esterna occidentale) S: decumano massimo SO: via della Foce e area sacra del tempio di Ercole N: area non scavata | I,XIV,2                                                              | Caseggiato del Mosaico del porto               | Caseggiato a pianta irregolare tra via della Foce e via degli Horrea epagathiana, con taberne precedute da un portico su entrambe le vie. I due gruppi di taberne sono collegati da un corridoio interno, su cui si affacciano scale per i piani superiori e due ambienti collegati coperti da volte a crociera e in origine aperti verso sud. Le taberne del lato orientale, ai due lati del corridoio ed accessibili da questo e dal portico sono coperte anch'esse da volte a crociera. Le taberne sul lato occidentale sono collegate tra loro e sono fiancheggiate all'estremità sud da una scala per i piani superiori, accessibile dal porticato anteriore. Due delle taberne presentano sul muro di fondo una piccola nicchia di culto. La taberna centrale, dotata di doppia porta, conserva il mosaico in bianco e nero che ha dato il nome all'edificio, articolato intorno ad una vasca rivestita di marmo con la raffigurazione del faro di Ostia, di una statua di Nettuno su colonna, pesci, battelli e persone che pescano e nuotano. Anche un'altra taberna presenta una vasca in muratura, destinata, come la prima, a contenere pesci in vendita. Dell'età di Commodo e modifiche nella prima metà del III secolo d.C. . | Via della Foce al confine tra la regione III (a sinistra) e la regione I (a destra): sulla sinistra un caseggiato a botteghe (III,I,1) l'ingresso alle retrostanti terme della Basilica cristiana (III,1,2-3), e sulla destra la facciata del caseggiato del Mosaico del porto. |
| I,XIV   | E: via degli Horrea epagathiana (pomeriale esterna occidentale) S: decumano massimo SO: via della Foce e area sacra del tempio di Ercole N: area non scavata | I,XIV,3                                                              | Domus dell'Area sacra                          | In origine edificio di probabile carattere commerciale, con ambienti con ampie porte articolati intorno ad un cortile interno, con una sorta di portico sul lato sud, al cui pilastro si addossa una vasca. Dal cortile si accedeva ad una scala interna, con sottoscala di servizio, ad un corridoio a nord su cui si aprono due ambienti e ad una stanza sul lato orientale; dal portico si accede a due ambienti meridionali. In seguito l'edificio fu trasformato per la costruzione del caseggiato del Mosaico del porto (I,XIV,2), con l'ampliamento della vasca del cortile e in quest'epoca divenne forse la sede della corporazione dei sodales Herculani. In epoca tarda l'ingresso principale sul cortile venne bloccato e ricostruito parte del muro occidentale, in opera listata e con fori costituite da tronconi di anfore inserite nel muro. Forse l'accesso avveniva in questo periodo ad un livello più alto o dal piano superiore. Della metà del II secolo d.C., in opera laterizia; trasformazioni alla fine del secolo e in epoca tardo-antica, in opera listata. | |
| I,XIV   | E: via degli Horrea epagathiana (pomeriale esterna occidentale) S: decumano massimo SO: via della Foce e area sacra del tempio di Ercole N: area non scavata | I,XIV,4                                                              | Caseggiato                                     | Sala con numerose porte, in seguito trasformata forse in piccolo appartamento, con l'aggiunta di tramezzi interni, dell'età traianea. | |
| I,XIV   | E: via degli Horrea epagathiana (pomeriale esterna occidentale) S: decumano massimo SO: via della Foce e area sacra del tempio di Ercole N: area non scavata | I,XIV,5                                                              | Domus di Amore e Psiche                        | Domus con ambienti pavimentati in mosaico e in opus sectile e con rivestimento in marmo e affreschi sulle pareti, che prende luce da un piccolo giardino aperto con arcate, decorato sul fondo da un ninfeo con nicchie e colonne. Del secondo quarto del IV secolo d.C., in opera listata. | Stanza centrale (stanza B) della domus, con alla sinistra gli ingressi per i cubicula, e alla destra il viridarium. |
| I,XIV   | E: via degli Horrea epagathiana (pomeriale esterna occidentale) S: decumano massimo SO: via della Foce e area sacra del tempio di Ercole N: area non scavata | I,XIV,6                                                              | Caseggiato                                     | Caseggiato con tre taberne sulla via del Tempio di Ercole, affiancate da una scala per i piani superiori, e tre profonde stanze sul retro. Di età adrianea, in opera mista. | |
| I,XIV   | E: via degli Horrea epagathiana (pomeriale esterna occidentale) S: decumano massimo SO: via della Foce e area sacra del tempio di Ercole N: area non scavata | I,XIV,7                                                              | Caseggiato                                     | Caseggiato con fila di taberne affacciate su un portico lungo la via degli Horrea epagathiana, che costeggia anche la facciata delle terme di Buticoso (I,XIV,8), più a sud; proseguiva verso nord in una parte non scavata. Sono presenti scale per i piani superiori. Sul retro delle taberne altri ambienti furono aggiunti in epoca di poco successiva. Di età traianea e aggiunte adrianee, in opera mista. | |
| I,XIV   | E: via degli Horrea epagathiana (pomeriale esterna occidentale) S: decumano massimo SO: via della Foce e area sacra del tempio di Ercole N: area non scavata | I,XIV,8                                                              | Terme di Buticoso                              | Impianto termale con sala di aspetto con banchine e pitture di giardino (fronde verdi e vasi gialli su fondo rosso) e sale decorate a mosaico in bianco e nero (raffigurazione di un nudo maschile identificato da un'iscrizione come Epictetus Buticosus, e tritone, nereide e mostri marini, nel calidario. L'impianto era collegato all'area sacra del tempio di Ercole, dove un edificio verso nord ospitava la ruota di legno per il sollevamento dell'acqua. Delle taberne affacciate su un portico, su cui si apriva anche l'ingresso principale delle terme, sono lungo la via degli Horrea epagathiana. Di età traianea, in opera mista, con rifacimenti alla metà del II secolo e affreschi del III secolo d.C. . | Mosaico con Epictetus Buticosus |
| I,XIV   | E: via degli Horrea epagathiana (pomeriale esterna occidentale) S: decumano massimo SO: via della Foce e area sacra del tempio di Ercole N: area non scavata | I,XIV,9                                                              | Caseggiato                                     | Caseggiato sulla via degli Horrea epagathiana. Comprende cinque taberne affacciate sulla via e sul retro un appartamento. L'accesso all'appartamento era costituito da un corridoio centrale, aperto sulla via con un portale architettonico in laterizio, a fianco di una scala indipendente per i piani superiori. In fondo al corridoio si apre una nicchia con piccola fontana. Dal corridoio si accede sui due lati ad un vestibolo settentrionale con una stanza e una sala più ampia e ad un corridoio meridionale, con due stanze e una seconda ampia sala di rappresentanza. La pianta richiama quella degli appartamenti a medianum, ma divisa in due dal corridoio di accesso. Di età traianea, in opera mista. | |
| I,XV    | Area sacra del tempio di Ercole E: isolato XIV SO: via della Foce O: via del Tempio di Ercole N: diverticolo da via del Tempio di Ercole | I,XV,1                                                               | Edificio                                       | Edificio a nord del tempio di Ercole, comprende una serie di ambienti di incerta funzione. In uno di essi sono presenti le tracce di una ruota per il sollevamento dell'acqua a servizio delle vicine terme di Buticoso (I,XIV,8). L'ambiente più occidentale conserva pitture di epoca severiana e una nicchia con altare. Edificio di età traianea, in opera mista. | Affreschi |
| I,XV    | Area sacra del tempio di Ercole E: isolato XIV SO: via della Foce O: via del Tempio di Ercole N: diverticolo da via del Tempio di Ercole | I,XV,2                                                               | Tempio tetrastilo                              | Sorge a nord-est del tempio di Ercole, con la cella preceduta da quattro colonne con basi e capitelli in tufo stuccato, sopra un podio. Era preceduto da un'area pavimentata in tufo con un altare. Era forse dedicato ad Asclepio e Igea, di cui sono state ritrovate statue frammentarie. Della fine del II secolo a.C., con la cella e il podio che sono in opera quasi reticolata. | Tempio |
| I,XV    | Area sacra del tempio di Ercole E: isolato XIV SO: via della Foce O: via del Tempio di Ercole N: diverticolo da via del Tempio di Ercole | I,XV,3                                                               | Aula delle Are                                 | Area sacra scoperta, di fronte al tempio di Ercole, sul lato orientale; ospita quattro altari in tufo di epoca repubblicana e un porticato di pilastri in laterizio sul lato di fondo. Sul lato meridionale è addossata una nicchia in muratura. Di questa piccola area sacra si occupavano forse i Sodales arulenses, una corporazione religiosa nota da iscrizioni nel II secolo. L'altare più antico è della metà del III secolo a.C., mentre l'area è stata sistemata nel II secolo, in opera mista. | Aula delle are |
| I,XV    | Area sacra del tempio di Ercole E: isolato XIV SO: via della Foce O: via del Tempio di Ercole N: diverticolo da via del Tempio di Ercole | I,XV,4                                                               | Caseggiato                                     | Edificio di incerta funzione a sud dell'aula delle Are. Di età tardo-antica. | |
| I,XV    | Area sacra del tempio di Ercole E: isolato XIV SO: via della Foce O: via del Tempio di Ercole N: diverticolo da via del Tempio di Ercole | I,XV,5                                                               | Tempio di Ercole                               | Il tempio, dopo il Capitolium, era il più grande di Ostia; con il frontone orientato esattamente verso est, era elevato sopra un podio in tufo, su basamento in travertino, a cui si accedeva da una scalinata anche questa in travertino. Aveva sei colonne sulla fronte e pronao profondo quattro colonne. La cella conserva inoltre traccia di interventi di epoca traianea in opera mista e una decorazione interna con colonne in mattoni con basi e capitelli in tufo. | Podio del tempio. |
| I,XV    | Area sacra del tempio di Ercole E: isolato XIV SO: via della Foce O: via del Tempio di Ercole N: diverticolo da via del Tempio di Ercole | I,XV,6                                                               | Tempio dell'Ara rotonda                        | Piccolo tempio a sud-ovest del tempio di Ercole, con podio della prima fase repubblicana in opera quadrata di tufo e cella rifatta successivamente in laterizio, con fronte a due colonne tra ante e con rivestimento in marmo. Davanti al tempio è stata rinvenuta un'ara rotonda in marmo con eroti, di epoca traianea, che ha dato il nome all'edificio. Fase repubblicana e rifacimento della fine del I secolo d.C. . | |
| I,XV    | Area sacra del tempio di Ercole E: isolato XIV SO: via della Foce O: via del Tempio di Ercole N: diverticolo da via del Tempio di Ercole | I,XV,7                                                               | Caseggiato                                     | Edificio tardo con tre ambienti di incerta funzione, decorati in marmo, una corte scoperta con massicci pilastri verso nord e parte di un recinto. Del primo quarto del V secolo, in laterizio e in opera listata. | |
| I,XVI   | E: via del Tempio di Ercole SO: via della Foce O:via delle Terme del Mitra N: area non scavata | I,XVI,1                                                              | Caseggiato                                     | Edificio con due file di taberne su via del Tempio di Ercole e su via delle Terme del Mitra, in parte comunicanti; su quest'ultimo lato sono presenti due thermopolia. Alle estremità sono scale per l'accesso ai piani superiori e altri ambienti aperti su via della Foce e su un diverticolo a nord. Edificato in età adrianea. | |
| I,XVI   | E: via del Tempio di Ercole SO: via della Foce O:via delle Terme del Mitra N: area non scavata | I,XVI,2                                                              | Caseggiato                                     | Edificio con ampi ambienti ai lati di un corridoio affiancato da scale per i piani superiori, di età adrianea. | |
| I,XVII  | E: via delle Terme del Mitra SO: via della Foce O: passaggio tra le terme del Mitra e gli horrea dei Mensores N: diverticolo | I,XVII,1                                                             | Caseggiato con fornace per laterizi            | Taberne aperte su via della Foce e ampi ambienti retrostanti, in uno dei quali si trovano i resti di un grande forno, interpretato come fornace per la cottura di laterizi, in seguito al ritrovamento di numerosi coppi in un ambiente nelle vicinanze. Di età adrianea. | |
| I,XVII  | E: via delle Terme del Mitra SO: via della Foce O: passaggio tra le terme del Mitra e gli horrea dei Mensores N: diverticolo | I,XVII,2                                                             | Terme del Mitra                                | Terme con ampie sale dotate di colonne e con un mosaico con Ulisse e le sirene. In una sala settentrionale, dotata di un'abside, fu installato un oratorio cristiano, con presbiterio rialzato di cui restano le tracce. All'estremità meridionale è presente un impianto di ruote lignee per il sollevamento dell'acqua. Di età adrianea e modifiche nel primo quarto del IV secolo d.C., mentre l'oratorio cristiano è della seconda metà del IV o del V secolo d.C. . | Terme del Mitra |
| I,XVII  | E: via delle Terme del Mitra SO: via della Foce O: passaggio tra le terme del Mitra e gli horrea dei Mensores N: diverticolo | I,XVII,2                                                             | Mitreo delle Terme del Mitra                   | Nella parte settentrionale di un ampio corridoio di servizio sotterraneo delle terme del Mitra, è stato installato, un mitreo con statua dei dio a tutto tondo in marmo, illuminata in modo scenografico dalla luce diurna proveniente da un lucernario. Il mitreo, accessibile tramite una scala esterno, è della prima metà del III secolo d.C., in opera listata, con statua del II secolo d.C. . | Mitreo visto da nord |
| I,XVIII | E: area non scavata S: diverticolo O: passaggio tra le terme del Mitra e gli horrea dei Mensores N: area non scavata | I,XVIII,1                                                            | Caseggiato                                     | Caseggiato non interamente scavato, forse con appartamento, di età adrianea. | |
| I,XIX   | E: : passaggio tra le terme del Mitra e gli horrea dei Mensores S: via della Foce O: passaggio N: area non scavata | I,XIX,1                                                              | Caseggiato dei Mensores                        | Caseggiato, probabilmente destinato a magazzino, dove nella sua parte meridionale, alcuni ambienti sono stati destinati a luogo di culto e di riunione della corporazione dei Mensores. | |
| I,XIX   | E: : passaggio tra le terme del Mitra e gli horrea dei Mensores S: via della Foce O: passaggio N: area non scavata | I,XIX,2                                                              | Tempio dei Mensores                            | Tempio aperto su via della Foce, con podio accessibile da una scalinata in travertino, con cella in laterizio, in origine preceduta da un colonnato oggi scomparso. Di età traianea, in laterizio. | |
| I,XIX   | E: : passaggio tra le terme del Mitra e gli horrea dei Mensores S: via della Foce O: passaggio N: area non scavata | I,XIX, 3                                                             | Aula dei Mensores                              | Ampia sala aperta su via della Foce, utilizzata come sede collegiale dei mensores, responsabili per la verifica della qualità e quantità del grano scaricato in porto. L'aula è pavimentata con un mosaico geometrico in bianco e nero, con riquadro figurato al centro in cui sono rappresentati i misuratori di grano al lavoro. Di età traianea, in opera mista e in laterizio. | Mosaico dei misuratori del grano |
| I,XIX   | E: : passaggio tra le terme del Mitra e gli horrea dei Mensores S: via della Foce O: passaggio N: area non scavata | I,XIX,4                                                              | Horrea dei Mensores                            | Vasto magazzino, occupato all'angolo sud-est dalla sede collegiale dei misuratori di grano e allineato con il corso del Tevere e non con la via della Foce, su cui si apre verso sud per mezzo di ingressi con inquadramento architettonico in laterizio. Nella metà orientale si trova un lungo cortile con portici ad arcate sui lati, su cui si aprono ampi ambienti con soffitto sostenuto da pilastri, alternati ad ambienti più stretti. All'angolo sud-ovest, dal corridoio di ingresso è accessibile una rampa per i piani superiori. La metà occidentale presenta ambienti ai lati di un lungo corridoio, che gira anche sui lati nord e sud, collegandosi con il cortile orientale. Gli ambienti sul lato est del corridoio sono come quelli che si aprono sul cortile orientale, mentre sul lato opposto si aprono stanze larghe e poco profonde, restaurate in epoca tardo-antica. Di età traianea, in opera mista, con restauri del tardo III o inizi del IV secolo d.C., in opera listata. | |
| I,XIX   | E: : passaggio tra le terme del Mitra e gli horrea dei Mensores S: via della Foce O: passaggio N: area non scavata | I,XIX,5                                                              | Piccole terme                                  | Piccolo impianto termale, costruito in epoca tarda ad un livello superiore rispetto a quello di età imperiale, sbarrando il passaggio tra gli horrea dei Mensores, dal quale avveniva l'accesso, e l'edificio ad ovest. Sono presenti il frigidario e le stanze riscaldate con numerose vasche semicircolari, con tracce di rivestimento in marmo. Della seconda metà del V secolo, con aggiunte nella prima metà del VI secolo d.C. . | Piccole terme |
| I,XIX   | E: : passaggio tra le terme del Mitra e gli horrea dei Mensores S: via della Foce O: passaggio N: area non scavata |                                                                      | Caseggiato dei Dolii                           | Caseggiato articolato ai lati di un corridoio che correva in senso nord-sud: sul lato orientale una serie di ambienti, forse taberne e sul lato occidentale una vasta area di immagazzinaggio con 22 dolii interrati. Nei pressi venne rinvenuto un mosaico con Marte e Rea Silvia. Della prima metà del II secolo, in opera mista e in laterizio. | |
| I,XX    | E: passaggio S: via della Foce O: area non scavata N: area non scavata | I,XX,1                                                               | Caseggiato                                     | Caseggiato di incerte funzioni, forse un edificio commerciale (interpretato come horreum), con quattro ampie taberne coperte a volta precedute da un porticato a pilastri su via della Foce. Alle spalle di queste scale accessibili dai passaggi laterali e ambienti rinforzati da pilastri agli angoli. Oltre questi due ampie scale per i piani superiori e un corridoio coperto con volta a botte su cui si aprono due lunghe file di ambienti, con pilastri e tramezzi. Di età adrianea, in opera mista e in laterizio. | |
| I       | Area non scavata a nord di via della Foce; edifici senza numerazione | Area non scavata a nord di via della Foce; edifici senza numerazione | Palazzo Imperiale                              | Il palazzo, un vasto complesso edilizio, si trova nel settore nord occidentale della città, poco distante dal Tevere, che in effetti non si crede più fosse appartenuto ad un imperatore, quanto piuttosto a suoi familiari; in effetti è stata ritrovata una fistula, un tubo di piombo con inciso il nome di Vibia Matidia, nipote di Traiano. | |
| I       | Area non scavata a nord di via della Foce; edifici senza numerazione | Area non scavata a nord di via della Foce; edifici senza numerazione | Mitreo del Palazzo imperiale                   | Il mitreo si trova a nord del nuovo caseggiato, all'angolo sud-ovest della palestra delle terme, e presenta l'usuale pianta rettangolare, con le banchine poste lungo i lati lunghi, un pavimento mosaicato tra queste, e l'altare opposto alla parete di ingresso. | |

### Annotazioni
1. ↑  A Decimo Flavio Floro Verano, ... armatore delle cinque corporazioni dei battellieri (lenuncularii) ostiensi, per tutti gli onori e i meriti che ha saputo guadagnarsi come membro delle cinque corporazioni delle regioni della Colonia Ostiense... . Le Regioni di Ostia antica, su ostiaantica.beniculturali.it. URL consultato il 24 marzo 2025.

### Riferimenti
1. ↑   Le Regioni di Ostia antica, su ostiaantica.beniculturali.it. URL consultato il 24 marzo 2025.
2. ↑  (EN) Topographical dictionary - regio I - clickable plan, su ostia-antica.org. URL consultato il 19 dicembre 2024.
3. ↑   Strade ostiensi, su gisnadis.parcoarcheologicostiantica.it. URL consultato il 19 dicembre 2024.
4. ↑   Il Foro, su archeorome.com. URL consultato il 19 ottobre 2024.
5. ↑   L'area centrale e i complessi di rappresentanza, su ostiaantica.beniculturali.it. URL consultato il 6 gennaio 2025.
6. ↑   Capitolium, su ostiaantica.beniculturali.it. URL consultato il 5 gennaio 2025.
7. ↑   Tempio di Roma e Augusto, su ostiaantica.beniculturali.it. URL consultato il 21 gennaio 2025.
8. 1 2  (EN) Regio I - Insula I - Caseggiati I,I,1-3 and Caseggiato del Portico delle Mura del Castrum (I,I,4), su ostia-antica.org, 6 novembre 2024.
9. ↑  (EN) Regio I - Insula II - Ninfeo I,II,1, su ostia-antica.org, 6 novembre 2024.
10. ↑  (EN) Regio I - Insula II - Caseggiato del Pantomimo Apolausto and Caseggiato del Balcone Ligneo, su ostia-antica.org, 7 novembre 2024.
11. ↑   Antonio Licordari, Osservazioni sulle corporazioni dei lenuncularii traiectus Luculli e di altri battellieri, in antiquité, 2024,  pp. p. 151-163, DOI:10.4000/12rxn.
12. ↑  (EN) Regio I - Insula II - Basilica (I,II,3), su ostia-antica.org, 7 novembre 2024.
13. ↑   Pilastrino del buon pastore, su historica.unibo.it, 7 novembre 2024.
14. ↑   Simona Pannuzi e Andrea Carbonara, Edifici di culto cristiano in area ostiense, in École française de Rome, 2020,  pp. 289-318. URL consultato il 23 dicembre 2024.
15. ↑  (EN) Regio I - Insula II - Aula del Buon Pastore (I,II,4), su ostia-antica.org, 7 novembre 2024.
16. ↑  (EN) Regio I - Insula II - Caseggiato del Termopolio (I,II,5), su ostia-antica.org, 7 novembre 2024.
17. ↑   Thermopolium di Via di Diana, su ostiaantica.beniculturali.it. URL consultato il 3 gennaio 2025.
18. ↑  (EN) Regio I - Piazza dei Lari, su ostia-antica.org, 11 novembre 2024.
19. ↑  (FR) Ostia. Compitum de la Place des Lares (Piazzetta dei Lari, I, II, 1), su books.openedition.org. URL consultato il 26 dicembre 2026.
20. ↑  Bakker, pp 118-119.
21. ↑  (EN) Regio I - Insula III - Caseggiato dei Molini (I,III,1), su ostia-antica.org, 11 novembre 2024.
22. ↑  (FR) Paolo Tomassini, Construire, réparer, consolider, in Antiquité, n. 133-2, 2021,  pp. 427-455, DOI:10.4000/mefra.12290. URL consultato il 27 dicembre 2024.
23. ↑   20 bronzetti raccontano due secoli di gusto artistico a Ostia antica, su ostiaantica.beniculturali.it. URL consultato il 27 dicembre 2024.
24. ↑   Molino del Silvano, su ostiaantica.beniculturali.it. URL consultato il 3 gennaio 2025.
25. ↑  (EN) Regio I - Insula III - Sacello del Silvano (I,III,2), su ostia-antica.org, 12 novembre 2024.
26. ↑  (EN) Regio I - Insula III - Caseggiato di Diana (I,III,3-4), su ostia-antica.org, 12 novembre 2024.
27. ↑   Caseggiato di Diana (I, III, 3-4), corridoio 3, pavimento a commesso di laterizi (Ost-CD1) – Ostia Antica – Roma  ( RM), su tess.beniculturali.unipd.it, 12 novembre 2024.
28. ↑   Casa di Diana, su ostiaantica.beniculturali.it, 12 novembre 2024.
29. ↑  (EN) Regio I - Insula III - Mitreo del Caseggiato di Diana (I,III,3-4), su ostia-antica.org, 12 novembre 2024.
30. ↑   Mitreo della casa di Diana, su nadis.it. URL consultato il 29 dicembre 2024.
31. ↑  (EN) Regio I - Insula III - Caseggiato del Mitreo di Menandro (I,III,5), su ostia-antica.org, 12 novembre 2024.
32. ↑   Caseggiato del mitreo di Lucrezio Menandro (I, III, 5), amb. D, tessellato bicromo (Ost-LM4) – Ostia Antica – Roma  ( RM), su tess.beniculturali.unipd.it, 12 novembre 2024.
33. ↑  (EN) Neeltje Oome, The Caseggiato del mitreo di Lucrezio Menandro (I iii 5), A Case-study of Wall Painting in Ostia, in BABesch, n. 82, 2007.
34. ↑  (EN) Regio I - Insula III - Mitreo di Lucrezio Menandro (I,III,5), su ostia-antica.org, 12 novembre 2024.
35. ↑   Il mitreo di Lucrezio Menandro, su mitraismo.info. URL consultato il 29 dicembre 2024.
36. ↑  (EN) Regio I - Insula III - Caseggiato I,III,6, su ostia-antica.org, 12 novembre 2024.
37. ↑  (EN) Regio I - Insula IV - Botteghe I,IV,1, su ostia-antica.org, 13 novembre 2024.
38. ↑  (EN) Regio I - Insula IV - Domus di Giove e Ganimede (I,IV,2), su ostia-antica.org, 13 novembre 2024.
39. ↑   Insula di Giove e Ganimede, su ostiaantica.beniculturali.it, 13 novembre 2024.
40. ↑   Insula di Giove e Ganimede (I, IV, 2), tessellato bicromo a motivi geometrici (Ost-GG7) – Ostia Antica – Roma  ( RM), su tess.beniculturali.unipd.it, 13 novembre 2024.
41. ↑  (EN) Regio I - Insula IV - Casa di Bacco Fanciullo (I,IV,3), su ostia-antica.org, 13 novembre 2024.
42. ↑   Insula di Bacco Fanciullo (I, IV, 3), vestibolo (1). Tessellato bicromo a motivi geometrici (Ost-BF1) – Ostia Antica – Roma  ( RM), su tess.beniculturali.unipd.it, 13 novembre 2024.
43. ↑  (EN) Regio I - Insula IV - Casa dei Dipinti (I,IV,4), su ostia-antica.org, 13 novembre 2024.
44. ↑   Casa dei dipinti, su nadis.it, 13 novembre 2024.
45. ↑  (EN) Regio I - Insula IV - Caseggiato dei Doli (I,IV,5), su ostia-antica.org, 14 novembre 2024.
46. ↑   Caseggiato dei Dolii, su ostiaantica.beniculturali.it. URL consultato il 3 gennaio 2025.
47. ↑  (EN) Regio I - Insula V - Botteghe I,V,1, su ostia-antica.org, 14 novembre.
48. 1 2  (EN) Regio I - Insula V-VI - Portico est e ovest di Pio IX and loggias (I,V,2 - I,VI,1), su ostia-antica.org, 14 novembre 2024.
49. ↑  (EN) Regio I - Insula VI - Caseggiato del Balcone a mensole (I,VI,2), su ostia-antica.org, 14 novembre 2024.
50. ↑   Enrico Rinaldi, Restauro e conservazione ad Ostia nella prima metà del Novecento (PDF), Università Roma Tre,  p. 3.
51. ↑  (EN) Regio I - Insula VII - Caseggiato dei Misuratori del Grano (I,VII,1-2), su ostia-antica.org, 17 novembre 2024.
52. ↑   Caseggiato dei Misuratori di Grano, su ostiaantica.beniculturali.it. URL consultato l'8 gennaio 2025.
53. ↑   Caseggiato dei Misuratori di Grano, su nadis.it. URL consultato l'8 gennaio 2025.
54. ↑  (EN) Regio I - Insula VIII - Piccolo Mercato (I,VIII,1), su ostia-antica.org, 17 novembre 2024.
55. ↑   Il cd. “Piccolo Mercato”, su ostiaantica.beniculturali.it. URL consultato l'8 gennaio 2025.
56. ↑  (EN) Regio I - Insula VIII - Horrea I,VIII,2, su ostia-antica.org, 17 novembre 2024.
57. ↑  (EN) Regio I - Insula VIII - Horrea Epagathiana et Epaphroditiana (I,VIII,3), su ostia-antica.org, 18 novembre 2024.
58. ↑   Horrea Epagathiana et Epaphrodithiana, su ostiaantica.beniculturali.it. URL consultato l'11 gennaio 2025.
59. ↑  (EN) Regio I - Insula VIII - Caseggiato I,VIII,4, su ostia-antica.org, 18 novembre 2024.
60. ↑  (EN) Regio I - Insula VIII - Caseggiato I,VIII,5, su ostia-antica.org, 18 novembre 2024.
61. ↑  (EN) Regio I - Insula VIII - Botteghe I,VIII,6, su ostia-antica.org, 18 novembre 2024.
62. ↑  (EN) Regio I - Insula VIII - Caseggiato I,VIII,7, su ostia-antica.org, 18 novembre 2024.
63. ↑   Cd. Caseggiato a taberne (I, VIII, 7-8), su tess.beniculturali.unipd.it, 19 novembre 2024.
64. ↑  (EN) Regio I - Insula VIII - Caseggiato I,VIII,8, su ostia-antica.org, 18 novembre 2024.
65. ↑  (EN) Regio I - Insula VIII - Botteghe I,VIII,9, su ostia-antica.org, 18 novembre 2024.
66. ↑  (EN) Regio I - Insula VIII - Botteghe I,VIII,10, su ostia-antica.org, 18 novembre 2024.
67. ↑  (EN) Regio I - Insula IX - Caseggiato dietro la Curia (I,IX,1), su ostia-antica.org, 19 novembre 2024.
68. ↑  (EN) Regio I - Insula IX - Caseggiato I,IX,2, su ostia-antica.org, 19 novembre 2024.
69. ↑  (EN) Regio I - Insula IX - Caseggiato del Larario (I,IX,3), su ostia-antica.org, 19 novembre 2024.
70. ↑   Caseggiato del Larario, su tess.beniculturali.unipd.it, 19 novembre 2024.
71. ↑  (EN) Regio I - Insula IX - Curia (I,IX,4), su ostia-antica.org, 19 novembre 2024.
72. ↑   C.d. Curia, su ostiaantica.beniculturali.it, 19 novembre 2024.
73. ↑   Curia, su tess.beniculturali.unipd.it, 19 novembre 2024.
74. ↑  (EN) Regio I - Insula X - Taberne Repubblicane (I,X,1), su ostia-antica.org, 20 novembre 2024.
75. ↑  (EN) Regio I - Insula X - Caseggiato I,X,2, su ostia-antica.org, 20 novembre 2024.
76. ↑  (EN) Regio I - Insula X - Officina Stuppatoria (I,X,3), su ostia-antica.org, 20 novembre 2024.
77. ↑  (EN) Regio I - Insula X - Tempio Collegiale and Mitreo di Fructosus (I,X,4), su ostia-antica.org, 20 novembre 2024.
78. ↑  (EN) Scheda sul Tempio rotondo, su ostia-antica.org. URL consultato il 25 novembre 2015.
79. ↑   Patrizio Pensabene, Il Tempio Rotondo a Ostia, in Publications de l’École française de Rome, 2021,  pp. 119-132, DOI:10.4000/books.efr.14287.
80. ↑  (EN) Regio I - Insula XI - Domus del Tempio Rotondo (I,XI,2-3), su ostia-antica.org, 21 novembre 2024.
81. ↑  (EN) Regio I - Insula XI - Portico I,XI,4, su ostia-antica.org, 21 novembre 2024.
82. ↑  (EN) Regio I - Insula XI - Basilica (I,XI,5), su ostia-antica.org, 21 novembre 2024.
83. ↑   Caseggiato dei Triclini, su ostiaantica.beniculturali.it. URL consultato il 4 gennaio 2025.
84. ↑   Caseggiato dei Triclini, su nadis.it. URL consultato il 4 gennaio 2025.
85. ↑  (EN) Regio I - Insula XII - Foro della Statua Eroica (I,XII,2), su ostia-antica.org, 21 novembre 2024.
86. ↑  (EN) Regio I - Insula XII - Exedra I,XII,3, su ostia-antica.org, 21 novembre 2024.
87. ↑  (EN) Regio I - Insula XII - Caseggiato della Cisterna (I,XII,4), su ostia-antica.org, 21 novembre 2024.
88. ↑  (EN) Regio I - Insula XII - Caseggiato I,XII,5, su ostia-antica.org, 21 novembre 2024.
89. ↑  (EN) Regio I - Insula XII - Terme del Foro o di Gavio Massimo (I,XII,6), su ostia-antica.org, 21 novembre 2024.
90. ↑  (EN) Regio I - Insula XII - Small temples in the palaestra of the Baths of the Forum (I,XII,6), su ostia-antica.org, 22 novembre 2024.
91. ↑  (EN) Regio I - Insula XII - Botteghe I,XII,7, su ostia-antica.org, 22 novembre 2024.
92. ↑  (EN) Regio I - Insula XII - Sede di una corporazione (I,XII,8), su ostia-antica.org, 22 novembre 2024.
93. ↑  (EN) Regio I - Insula XII - Edificio I,XII,9, su ostia-antica.org, 22 novembre 2024.
94. ↑  (EN) Regio I - Insula XII - Caseggiato a tabernae (I,XII,10), su ostia-antica.org, 22 novembre 2024.
95. ↑  (EN) Regio I - Insula XII - Portico I,XII,11, su ostia-antica.org, 22 novembre 2024.
96. ↑  (EN) Regio I - Insula XIII - Horrea I,XIII,1, su ostia-antica.org, 22 novembre 2024.
97. ↑  (EN) Regio I - Insula XIII - Caseggiato I,XIII,2, su ostia-antica.org, 22 novembre 2024.
98. ↑  (EN) Regio I - Insula XIII - Fullonica I,XIII,3, su ostia-antica.org, 22 novembre 2024.
99. ↑  (EN) Regio I - Insula XIII - Molino I,XIII,4, su ostia-antica.org, 22 novembre 2024.
100. ↑  (EN) Regio I - Insula XIII - Caseggiato I,XIII,5, su ostia-antica.org, 23 novembre 2024.
101. ↑  (EN) Regio I - Insula XIII - Domus delle Gorgoni (I,XIII,6), su ostia-antica.org, 23 novembre 2024.
102. ↑  (EN) Regio I - Insula XIV - Ninfeo I,XIV,1, su ostia-antica.org, 23 novembre 2024.
103. ↑  (EN) Regio I - Insula XIV - Caseggiato del Mosaico del Porto (I,XIV,2), su ostia-antica.org, 23 novembre 2024.
104. ↑  (EN) Regio I - Insula XIV - Domus dell'Area Sacra (I,XIV,3), su ostia-antica.org, 23 novembre 2024.
105. ↑  (EN) Regio I - Insula XIV - Caseggiato I,XIV,4, su ostia-antica.org, 23 novembre 2024.
106. ↑  (EN) Regio I - Insula XIV - Domus di Amore e Psiche (I,XIV,5), su ostia-antica.org, 23 novembre 2024.
107. ↑  (EN) Regio I - Insula XIV - Caseggiato I,XIV,6, su ostia-antica.org, 23 novembre 2024.
108. ↑  (EN) Regio I - Insula XIV - Caseggiato I,XIV,7, su ostia-antica.org, 23 novembre 2024.
109. ↑  (EN) Regio I - Insula XIV - Terme del bagnino Epictetus Buticosus (I,XIV,8), su ostia-antica.org, 23 novembre 2024.
110. ↑  (EN) Regio I - Insula XIV - Caseggiato I,XIV,9, su ostia-antica.org, 23 novembre 2024.
111. ↑  (EN) Regio I - Insula XV - Edificio pubblico (I,XV,1), su ostia-antica.org, 24 novembre 2024.
112. ↑  (EN) Regio I - Insula XV - Tempio tetrastilo (I,XV,2), su ostia-antica.org, 24 novembre 2024.
113. ↑  (EN) Regio I - Insula XV - Aula delle Are (I,XV,3), su ostia-antica.org, 24 novembre 2024.
114. ↑  (EN) Regio I - Insula XV - Edificio I,XV,4, su ostia-antica.org, 24 novembre 2024.
115. ↑  (EN) Regio I - Insula XV - Tempio di Ercole (I,XV,5), su ostia-antica.org, 24 novembre 2024.
116. ↑   Tempio di Ercole, su ostiaantica.beniculturali.it. URL consultato il 6 dicembre 2024.
117. ↑  Pensabene-Lazzarini, pp. 64-72.
118. ↑  (EN) Regio I - Insula XV - Tempio dell'Ara Rotonda (I,XV,6), su ostia-antica.org, 24 novembre 2024.
119. ↑  (EN) Regio I - Insula XV - Edificio Pubblico (I,XV,7), su ostia-antica.org, 24 novembre 2024.
120. ↑  (EN) Regio I - Insula XVI - Caseggiato I,XVI,1, su ostia-antica.org, 24 novembre 2024.
121. ↑  (EN) Regio I - Insula XVI - Caseggiato I,XVI,2, su ostia-antica.org, 24 novembre 2024.
122. ↑  (EN) Regio I - Insula XVII - Caseggiato con Fornace (I,XVII,1), su ostia-antica.org, 24 novembre 2024.
123. ↑  (EN) Regio I - Insula XVII - Terme del Mitra (I,XVII,2), su ostia-antica.org, 24 novembre 2024.
124. ↑  (EN) Regio I - Insula XVII - Mitreo delle Terme del Mitra (I,XVII,2), su ostia-antica.org, 24 novembre 2024.
125. ↑  (EN) Regio I - Insula XVIII - Caseggiato I,XVIII,1, su ostia-antica.org, 25 novembre 2024.
126. ↑   Complesso dei Mensores, su ostiaantica.beniculturali.it, 25 novembre 2024.
127. ↑  (EN) Regio I - Insula XIX - Tempio dei Mensores (I,XIX,2), su ostia-antica.org, 25 novembre 2024.
128. ↑  (EN) Regio I - Insula XIX - Aula dei Mensores (I,XIX,1.3), su ostia-antica.org, 25 novembre 2024.
129. ↑  (EN) Regio I - Insula XIX - Horrea dei Mensores (I,XIX,4), su ostia-antica.org, 25 novembre 2024.
130. ↑  (EN) Regio I - Insula XIX - Terme Piccole (I,XIX,5), su ostia-antica.org, 25 novembre 2024.
131. ↑  (EN) Regio I - Insula XIX - Caseggiato dei Doli near I,XIX, su ostia-antica.org, 25 novembre 2024.
132. ↑  (EN) Regio I - Insula XX - Horrea I,XX,1, su ostia-antica.org, 25 novembre 2024.
133. ↑  (EN) Regio I - Palazzo Imperiale, su ostia-antica.org. URL consultato il 25 novembre 2024.
134. ↑   Cd. Palazzo Imperiale, su ostiaantica.beniculturali.it, 25 novembre 2024.
135. ↑  (EN) Regio I - Mitreo del Palazzo Imperiale, su ostia-antica.org, 25 novembre 2024.